# Далин, Якоб
Якоб Дали́н (швед. Jacob Dahlin; полное имя Hans Jacob Vilhelm Dahlin; 6 июня 1952, Кристианстад — 10 октября 1991, Стокгольм) — шведский журналист, теле- и радиоведущий, поэт, переводчик и исполнитель песен.

## Биография
Известность у шведской публики получил в начале 1980-х гг. после того, как стал ведущим радиопрограммы «Галактика», где в апреле 1980 года в числе других артистов он впервые представил шведским любителям музыки певицу из Советского Союза Аллу Пугачёву, которую увидел незадолго до этого по финскому телевидению в музыкальном фильме-концерте «У Аллы». Далин сразу же нашёл в Швеции несколько аудиокассет с записями певицы, и выбрав несколько самых ярких хитов — «Арлекино», «Всё могут короли» и «Женщина, которая поёт» — дал их в радиоэфир. С этого началась многолетняя дружба Якоба Далина и Аллы Пугачёвой, длившаяся вплоть до его смерти.
В 1980-х годах Далин был ведущим телепрограмм «Лестница Якоба» и «Карамба!», в которой неоднократно принимали участие такие звёзды мировой эстрады, как Тина Тёрнер, Род Стюарт, Донна Саммер, Дайана Росс, группа «Europe», Агнета Фельтскуг, Бенни Андерссон, Джанет Джексон, Джордж Майкл, дуэт «Gemini», Бой Джордж, группа «Матиа Базар», Эрос Рамаззотти, принцесса Стефания из Монако, Шер, Томми Чёрберг, Алла Пугачёва и др.
Пугачёвой в 1985 году Далин помог выпустить в Швеции англоязычную пластинку «Watch Out», которая была переиздана фирмой «Мелодия» в СССР в конце того же года. От шведского оригинала она отличалась не только названием («Алла Пугачёва в Стокгольме»), но и отсутствием двух песен — заглавной «Watch out!» и «Superman», где в роли супермена выступил Далин. Эти песни вернулись в альбом спустя одиннадцать лет, когда в 1996 году он был включён в «Коллекцию», состоявшую из тринадцати компакт-дисков певицы.
Якоб Далин хорошо знал русский язык, любил русскую историю и культуру. Он очень высоко ценил творчество Людмилы Зыкиной, Софии Ротару, Владимира Высоцкого, балерины Майи Плисецкой. Неоднократно бывал в Советском Союзе.
В последних числах марта 1987 года он вместе с Юрием Николаевым провёл в Москве совместную телепередачу «„Лестница Якоба“ в гостях у „Утренней почты“», съёмки которой велись для советского (26 марта) и шведского (27 марта) телевидения. От советской эстрады выступали Алла Пугачёва, Владимир Пресняков, Александр Градский, Владимир Кузьмин (выступление которого из советской версии было вырезано), группа «Гюнеш» и Зара Таникян; от шведской — Бенни Андерссон, группа «Europe» и дуэт «Gemini». В СССР в том году программа вышла в эфир на Пасху поздно вечером 18 апреля (таким образом руководство СССР пыталось отвлечь молодёжь от церковного праздника). В Швеции телепрограмма была показана 7 ноября.
3 января 1988 года по Центральному телевидению в рамках традиционной воскресной «Утренней почты» в эфир вышла новогодняя получасовая программа «„Лестница Якоба“ снова в гостях у „Утренней почты“», в которой были показаны выступления Аллы Пугачёвой (фрагмент песни «Алло» из апрельского выпуска «Лестницы»), Агнеты Фэльтскуг, Аркадия Хоралова и ансамбля «Сюрприз» (премьера песни «Новогодние игрушки»), Донны Саммер, Ирины Понаровской, Тараса Петрененко, Ларисы Долиной (премьера песни Виктора Резникова «Льдинка») и Игоря Талькова (премьера песни «Саквояж»/«Новая дорога»).
Юрий Николаев с «Утренней почтой» нанёс ответный визит «Лестнице Якоба» в Стокгольме в начале мая 1988 года. Эта совместная программа называлась «„Утренняя почта“ в гостях у „Лестницы Якоба“», а участниками её музыкальных номеров стали Алла Пугачёва, Род Стюарт, Томми Чёрберг, Агнета Фельтскуг, группа «Europe», Игорь Николаев, Лена Филипссон, советская хард-рок-группа «Круиз», Элиза Фиорилло, Уроп и Карин Зистранд, Уилл Даунинг и немецкая певица Уте Лемпер. Телеэфир программы в Швеции в 1988 году состоялся 21 мая, а в СССР — 5 июня.
В мае 1988 года Якоб Далин был ведущим телепрограммы, посвящённой 30-летию со дня первого участия Швеции на Международном конкурсе эстрадной песни «Евровидение», а в 1989 году выступил комментатором этого конкурса во время его трансляции для шведского телевидения.
Далин также записал несколько песен, имевших популярность у шведской публики, был автором текстов песен, записанных другими исполнителями, в числе которых была и Пугачёва. Кроме того, он опубликовал книгу «Галактика».
Будучи больным СПИДом, Якоб Далин почти не появлялся на публике. Последними его появлениями перед советскими телезрителями были участия в популярной музыкальной передаче того времени «Программа А», где он представил «Золотой диск» американской фирмы «Ampex», полученный в числе других авторов, работавших над пластинками «Watch Out» и «Алла Пугачёва в Стокгольме» и в очередном совместном выпуске «Утренней почты» с уже не существующей на тот момент «Лестницей Якоба». Обе программы вышли в эфир в 1989 году.
В 1989 году в Швеции он создал и вместе с Анникой Хаггстрём стал вести популярную среди шведской аудитории телепередачу «Carramba!».
Далин умер 10 октября 1991 года.
В 1997 году Алла Пугачёва в сопровождении российской джазовой группы «Вокал-бэнд» и оркестра Шведского радио под управлением Рутгера Гуннарссона представляла Россию с песней своего собственного сочинения «Примадонна» на 42-м Международном конкурсе эстрадной песни «Евровидение-1997», проходившем в Дублине. Перед своим выходом на сцену она мысленно сказала: «Якоб, это выступление я посвящаю тебе».